# Pterochilus mena
Pterochilus mena är en stekelart som beskrevs av Giordani Soika. Pterochilus mena ingår i släktet Pterochilus och familjen Eumenidae. Inga underarter finns listade i Catalogue of Life.